# Kleinasiatischer Feuersalamander
Der Kleinasiatische Feuersalamander oder Arouss Al Ayn (Salamandra infraimmaculata) ist eine Amphibienart aus der Familie der Echten Salamander. Der im Nahen Osten vorkommende Schwanzlurch wurde erstmals 1885 durch den deutschen Naturforscher Eduard von Martens (1831–1904) beschrieben. Der Salamander lebt an der Küste der südlichen, zentralen Türkei, an der Küste Syriens, im Libanon, im nördlichen Israel (nördliches und westliches Galiläa, Karmel-Gebirge, Tel Dan), sowie in isolierten Populationen in der südwestlichen und östlichen Türkei, im nördlichen Irak und in einem kleinen Gebiet im nordwestlichen Iran.

## Merkmale
Der Kleinasiatische Feuersalamander ist die größte Salamandra-Art und kann eine Länge von 32 cm erreichen, wobei Weibchen in der Regel größer als die Männchen werden. Gewöhnlich sind die Tiere aber kleiner. Bei einer Untersuchung in der Türkei wurden durchschnittlich 18 bis 19 Zentimeter und maximal knapp 24 Zentimeter gemessen, Tiere in Israel waren durchschnittlich zwischen 10 und 14 Zentimeter lang. Da die Tiere ihr Leben lang weiterwachsen, ist die Körpergröße stark vom Lebensalter abhängig. Wie die Nominatform des Feuersalamanders,  ist Salamandra infraimmaculata schwarz und mit großen gelben Flecken gemustert. Die Bauchseite ist vollständig schwarz. Auf dem in Draufsicht annähernd runden Kopf finden sich für gewöhnlich vier Flecke, je einer auf jedem Parotid (Ohrdrüse) und einer über jedem Auge. Die Flecken auf den Parotiden sind typischerweise etwas kleiner als beim europäischen Feuersalamander und decken diese nicht ganz. Die Flecken auf dem Rücken sind bei der Nominatunterart häufig rund und in nur einer Reihe angeordnet, daneben kommen unregelmäßige kleinere Flecken vor. Die Unterart semenovi zeigt hingegen ein dichtes Muster aus kleinen gelben Flecken und Ringen. Die Tiere sind allein nach dem Färbungsmuster nicht sicher von den anderen Salamandra-Arten unterscheidbar. Ein relativ verlässliches Merkmal zur Unterscheidung von Salamandra salamandra ist die Farbe der Austrittsporen der Giftdrüsen auf den gelben Ohrdrüsenflecken: Sie tragen bei Salamandra salamandra einen schwarzen Punkt, der allen südlicher verbreiteten Arten fehlt.

## Unterarten
Es werden drei Unterarten unterschieden:
- S. i. infraimmaculata, die Nominatform, kommt im Libanon, in Syrien, in Israel und der südöstlichen Türkei vor.
- S. i. orientalis hat kleinere gelbe Flecken und kommt in der zentralen südlichen Türkei vor. Die Typuslokalität der Unterart befindet sich in der Nähe von Adana. Die Unterart wird nicht allgemein anerkannt.
- S. i. semenovi ist groß und hat rosettenartige, runde Flecken auf dem gesamten Körper. S. i. semenovi kommt im Iran: Kordestān und Zāgros-Gebirge, in der Osttürkei und im Nordirak vor. Neuere Funde gelangen in den Bergen nahe Marivan und Sarvabad[4] und bei Siya Güvez im Irak[3]

## Lebensweise
Über die Lebensweise des Kleinasiatischen Feuersalamanders ist kaum etwas bekannt. Da S. i. infraimmaculata in wärmeren Gegenden lebt als der Feuersalamander, könnte er nur im Winter aktiv sein, ähnlich wie der Nordafrikanische Feuersalamander (Salamandra algira). S. i. orientalis und S. i. semenovi kommen dagegen in höheren, bergigen Regionen vor und sind wahrscheinlich eher während der Sommermonate aktiv.

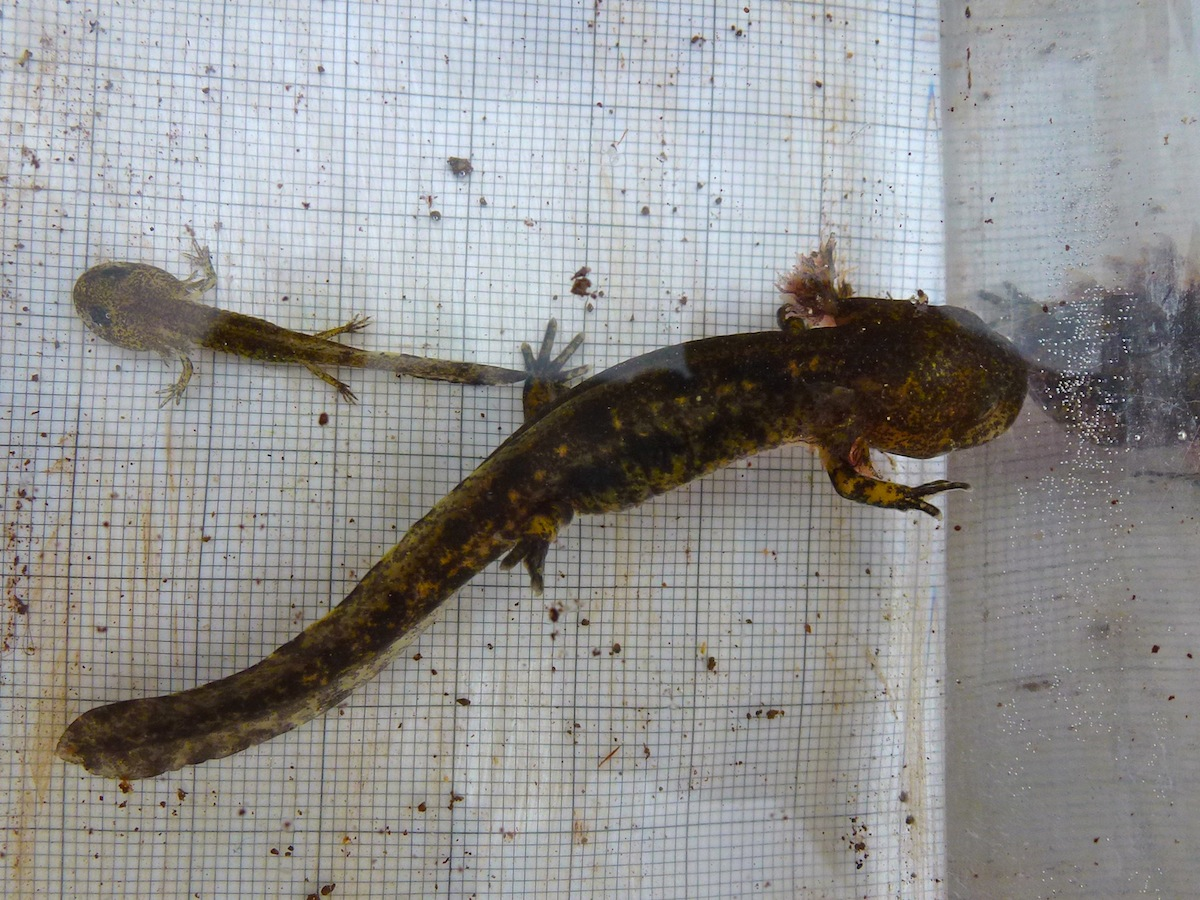
Larven von Salamandra infraimmaculata, Israel

In Israel entwickeln sich die Salamanderlarven vor allem in permanent wasserführenden oder im Sommer trockenfallenden Felstümpeln mit einer maximalen Tiefe von etwa zwei Metern. Die Tümpel sind teilweise Quellwasser-gespeist. Vorkommen in Fließgewässern sind ebenfalls bekannt, solche liegen z. B. auch aus der Türkei vor. Larven werden im Herbst (ab September) abgesetzt; sie entwickeln sich bis zum folgenden Frühjahr zu terrestrisch lebenden Jungtieren. Die Weibchen sind an den unvorhersagbaren Beginn der Regenperiode angepasst, indem sie fast ständig reife Oocyten in den Ovarien bereithalten. Die Larven benötigen zur Metamorphose etwa sechs bis acht Wochen; in permanenten Gewässern verbleibt allerdings ein kleinerer Anteil bis zum folgenden Herbst im Gewässer. Sie sind untereinander aggressiv und neigen zu Kannibalismus. Die landlebenden Tiere sind ausschließlich in regnerischen Nächten aktiv, die in der Region im Herbst und Winter (bis Januar) auftreten. Die Tiere zeigen allgemein Treue zum eigenen Entwicklungsgewässer; markierte und wiedergefangene Tiere wurden aber selten auch in Entfernungen von mehr als einem Kilometer vom eigenen Entwicklungsgewässer angetroffen. Die Weibchen legen nach drei bis vier Jahren die ersten Jungtiere ab. Adulttiere können sehr alt werden; in Terrarien gehaltene erreichten ein Lebensalter von 14 Jahren.
Die Tiere besitzen in ihren Gewässern kaum natürliche Feinde. Sie sind aber durch zur Stechmückenbekämpfung eingesetzte Westliche Moskitofische (Gambusia affinis) bedroht. Landlebende Tiere werden zur Beute von Laufkäfern der Gattung Epomis.